# 독일-폴란드 국경 조약
독일연방공화국과 폴란드 공화국 사이에 현존하는 국경의 확인에 관한 조약(독일어: Vertrag zwischen der Bundesrepublik Deutschland und der Republik Polen über die Bestätigung der zwischen ihnen bestehenden Grenze, 폴란드어: Traktat między Rzecząpospolitą Polską a Republiką Federalną Niemiec o potwierdzeniu istniejącej między nimi granicy, 영어: Treaty between the Federal Republic of Germany and the Republic of Poland on the confirmation of the frontier between them)은 오랫동안 미해결 상태였던 독일과 폴란드 사이의 국경 문제를 최종적으로 확정한 조약이다. 독일-폴란드 국경 조약(독일어: Deutsch-polnischer Grenzvertrag, 폴란드어: Polsko-niemiecki traktat graniczny, 영어: German–Polish Border Treaty)이라고도 한다.

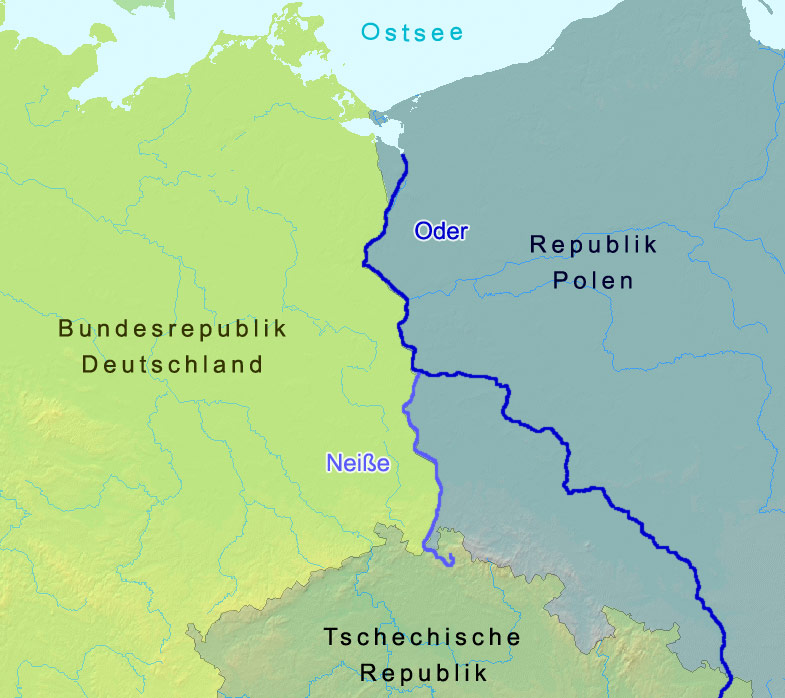
독일과 폴란드 사이에 위치한 오데르-나이세선

제2차 세계 대전을 전후로 한 시기에 소련은 폴란드 제2공화국의 동쪽 영토를 잠식했다. 전후 소련과 나치 독일에 분할 점령됐던 폴란드는 주권을 회복했지만 소련에게 빼앗긴 땅은 되찾지 못했고 대신 소련은 독일의 동쪽 영토를 떼어 폴란드의 서쪽 영토로 주었다. 이때 독일과 폴란드의 새로운 국경선이 된 것이 오데르-나이세선이다.
패전국이던 독일은 전승국이자 연합국이던 미국, 소련, 영국, 프랑스에 의해 분할 점령되었다. 이후 미국과 소련 사이의 냉전이 심화하면서 미국, 영국, 프랑스 등 서방 3국의 통치 지역에 서독 정부가, 소련 통치 지역에 동독 정부가 들어서면서 독일은 분단됐다.
1950년 동독과 폴란드 인민공화국은 괴를리츠 조약을 체결해 오데르-나이세선이 두 나라의 공식적인 국경선임을 인정했다. 하지만 서독은 이 조약을 인정하지 않았고 오데르-나이세선이 독일과 폴란드의 국경선임을 인정하지도 않았다. 서독은 독일이 통일된 뒤 수립된 정부가 독일 국민의 자유로운 의사를 물어 결정해야 한다는 입장을 견지했다.
하지만 기민련-기사련 정권이 퇴진하고 빌리 브란트가 이끄는 사민당 정권이 출범하면서 서독의 대외 정책에 변화가 생겼다. 브란트는 소련과는 모스크바 조약을, 폴란드와는 바르샤바 조약을 체결하여 오데르-나이세선을 사실상 인정한 것이다. 다만 브란트도 두 조약은 독일이 통일될 때까지 유효하며 독일과 폴란드의 국경선은 통일 정부가 수립되어 국민의 자유로운 의사에 따라 최종적으로 결정돼야 한다는 입장은 유지했다.
1990년 독일의 재통일을 앞두고 연합국은 2+4 조약을 통해 지금까지 연합국이 가지고 있던 전독일에 대한 권한과 책임을 독일에게 돌려주면서 독일은 완전한 주권국이 되었다. 그리고 독일은 폴란드와의 협상을 통해 오데르-나이세선이 사실상·국제법상 두 나라의 국경선임을 최종적으로 승인했다. 이 협상은 독일 통일의 전제 조건 중 하나이기도 했다. 이후 독일과 폴란드 사이에 정식으로 국경 조약이 체결되면서 오랫동안 미해결 상태로 남아있던 두 나라의 국경 문제가 해소됐다. 이후 폴란드의 요구에 따라 독일은 구독일 동부 영토에 대한 권리 주장도 모두 포기했다.

## 같이 보기
- 오데르-나이세선
- 괴를리츠 조약
- 모스크바 조약
- 2+4 조약